# Fort de Bessoncourt

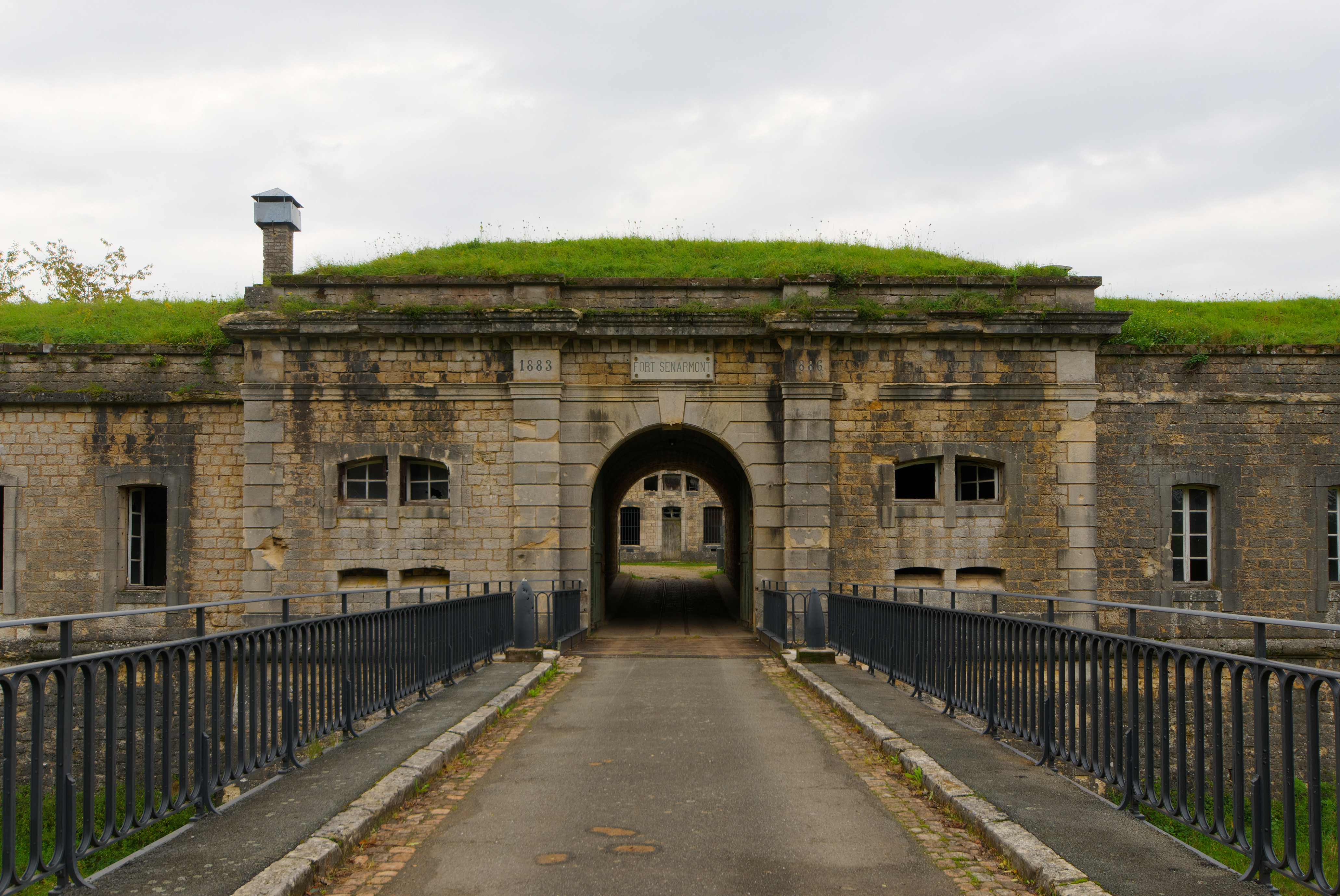
Tor

Das Fort de Bessoncourt (kurzzeitiger Name: Fort Senarmont) war Teil des äußeren Festungsrings von Belfort in Frankreich.

## Benennung
Für einige Monate war es nach dem Général de division Alexandre-Antoine Hureau, Baron de Sénarmont benannt. Per Präsidialdekret vom 21. Januar 1887 setzte der Kriegsminister Georges Boulanger um, dass alle Forts, befestigten Artillerieanlagen und Kasernen des Système Séré de Rivières die Namen von ehemaligen Militärkommandanten zu tragen hätten. Am 13. Oktober 1887 wurde das vom Nachfolger Boulangers, Théophile Ferron, mit der Note n° 14980 vom gleichen Datum rückgängig gemacht und das Fort erhielt seinen jetzigen Namen zugeteilt. Nichtsdestoweniger führt es über dem Haupteingang weiterhin die Bezeichnung „Fort Senarmont“, wie einige andere, bei denen der „nom de Boulanger“ nicht entfernt wurde.

## Beschreibung
Erbaut wurde es als Folge des verlorenen Krieges gegen Deutschland und den damit verbundenen Grenzverschiebungen nach Westen. Baubeginn war 1883, die Fertigstellung erfolgte 1886.
Das Fort war Teil der östlichen Befestigung (Fortifications de l’Est) Frankreichs und gehörte als Hauptwerk (Fort à massif central) zu den Werken des Système Séré de Rivières. Es liegt auf einer Höhe 379 Meter nordöstlich von Belfort auf dem Gebiet der Gemeinde Bessoncourt, deren Häuser heute bis unmittelbar an das Fort heranreichen.
Aufgabe war es, einen Angriff aus dem Osten abzuwehren und die Zugänge aus den Räumen Mülhausen und Basel zu überwachen. Hierbei bildete es mit dem Fort de Roppe, dem Fort de Vézelois und der Ouvrage de Chèvremont einen Verteidigungsabschnitt. Der Bauplan ähnelt stark dem des Fort de Vézelois und dem des Fort du Bois d’Oye. Das Fort de Bessoncourt war eines der ersten, die modernisiert wurden. Dazu hatte man die gemauerten Kaponnieren, die Teil des Hauptwalles waren entfernt und diese in Spezialbetonbauweise in der äußeren Grabenböschung neu errichtet. Die bisherigen Hohlgänge zu den (jetzt verschwundenen) Kaponnieren endeten somit auf der Grabensohle im Freien, der Zugang zu den neuen Grabenwehren erfolgte hier also nicht unterirdisch, sondern über die Grabensohle durch eine Schlupfpforte.

## Bauwerk
Es handelt sich um ein in Mauerwerk ausgeführtes Objekt, das bei Fertigstellung bereits den artilleristischen Anforderungen (was sowohl die Feuerkraft als auch den Schutz anging) nicht mehr entsprach. Es war gänzlich mit einem trockenen Graben umgeben, der Zugang erfolgte über eine abwerfbare Brücke (keine Zugbrücke) auf den „Place d' arms“.

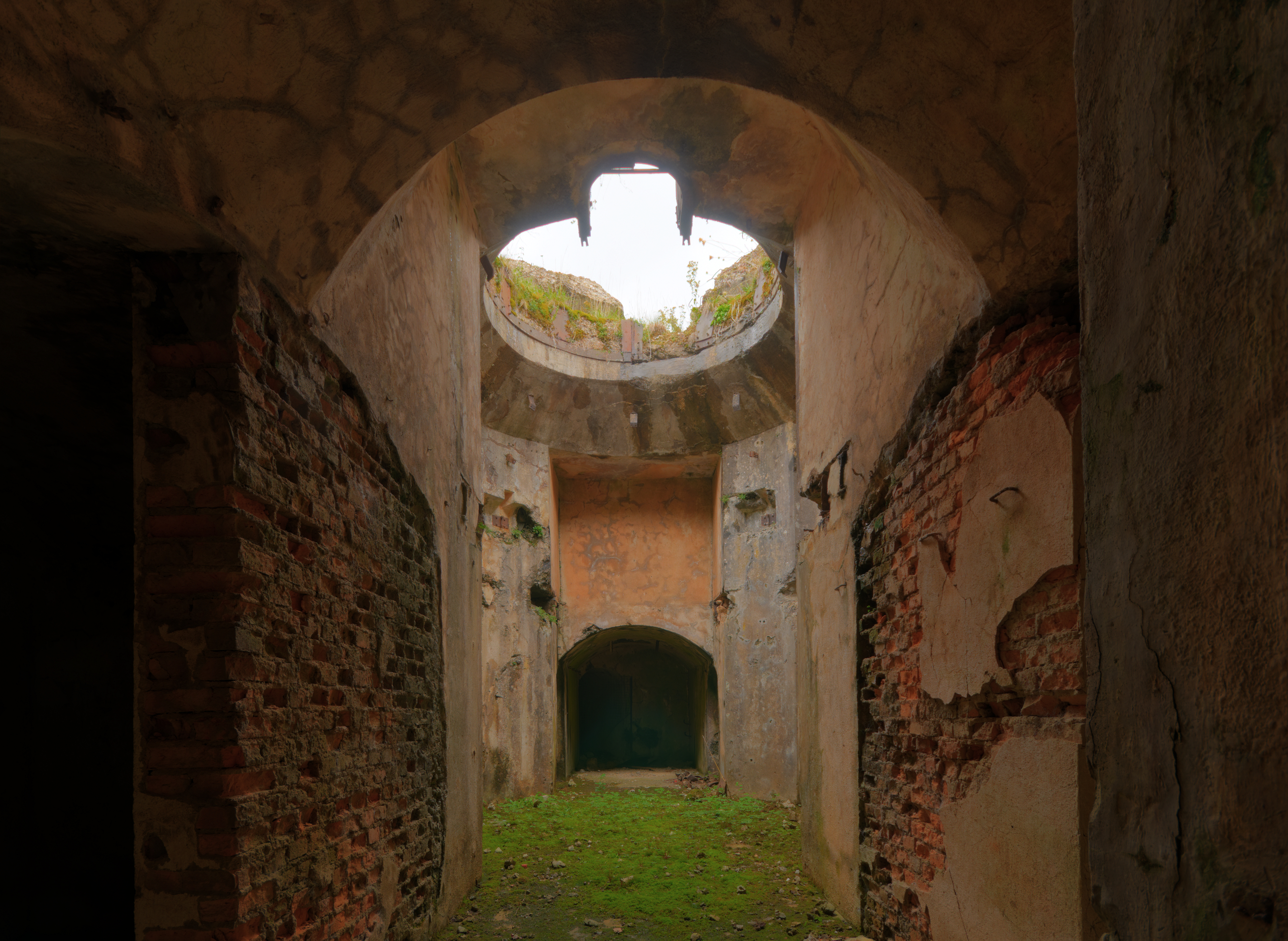
Geschützbrunnen eines Panzerturms 75 R 05

Es war eines der ersten Festungswerke, die in die Modernisierungsmaßnahmen einbezogen wurden. Als erstes wurde das Mauerwerk der Grabenwehren durch armierten Beton ersetzt.
Die Front war nach innen gebrochen und an den jeweiligen Winkeln zur Flanke mit Grabenwehren in der Contreescarpe und mit einer doppelten Grabenwehr an der Grabenspitze ausgestattet. Dadurch wurde der Frontgraben und die Gräben an den Flanken gesichert.
Zusammen mit dem Fort de Vézelois und der Ouvrage de Chèvremont bildete es den vorgelagerten Verteidigungsabschnitt vor dem veralteten Fort de Roppe, das dadurch in die zweite Linie rückte.
Im Jahre 1914 wurde mit den Arbeiten zum Bau von zwei Panzertürmen des Typs 155 C begonnen, mit der Kriegserklärung jedoch wieder eingestellt, nachdem die Gruben für die Geschützbrunnen bereits ausgehoben waren. Während des Krieges wurde das Fort als Lazarett genutzt und dazu unterirdische Galerien angelegt. Im Jahre 1918 war noch geplant, zwei Kampfstände vom Typ Casemate Pamart anzulegen, um die Verteidigungskraft zu verbessern, durch das Kriegsende kam es jedoch nicht mehr dazu. Während des Zweiten Weltkrieges war das Fort bereits unbrauchbar. Im Jahre 1992 hatte die Gemeinde Bessoncourt das Fort vom französischen Staat für 405.000 Francs gekauft. Heute wird es für Veranstaltungen (z. B. künstlerischer Art) vermietet.
- Vorgesehene Besatzung 1886:

16 Offiziere, 31 Unteroffiziere, 617 Mannschaften
- 1 Krankenrevier mit 27 Betten
- 2 Pulvermagazine mit 80 Tonnen Pulver und 80 Tonnen Schwarzpulver
- 1 Kartuschenmagazin mit 40 Tonnen Schwarzpulver oder 27 Tonnen Pulver Typ B
- Pulverlaboratorium: zwei Magazine mit 80 und mit 35 Tonnen Schwarzpulver
- Bäckerei: zwei Backöfen Typ Lamoreux mit einer Kapazität von je 250 Brotportionen täglich
- Trinkwasserversorgung: zwei Brunnen, eine Zisterne mit 145,8 m³ Inhalt eine Zisterne mit 156,3 m³ Inhalt
- Der Zugang erfolgte über eine nach unten wegklappbare Zugbrücke
- Kommunikation zu den anderen Forts: keine Sichtverbindung, nur per elektrischem Telegraph
- 1 Krankenrevier mit 27 Plätzen

- Schlafplätze in der Friedenskaserne: 397 (1914)
- Schlafplätze in der Betonkaserne: 495 Schlaf- und 28 Sitzplätze.

## Nicht durchgeführte Modernisierungen
- Installation eines Geschützpanzerturms System Galopin mit zwei Kanonen 155
- Neugestaltung des Parapets und Neubau einer Casemate de Bourges (Zwischenraumstreiche mit zwei Kanonen Muster Canon Lahitolle de 95 mm)
- Installation von drei gepanzerten Beobachtungstürmen (Observatoire cuirassé) und vier gepanzerten Beobachtungsständen (Guérite blindée)
- Ersatz einer Casemate de Bourges durch einen Geschützpanzerturm 75 R 05
- Versuchsweiser Bau einer Bäckerei
- Projekt 1908

Einbau von zwei 155 C Türmen zur Bestreichung der Toten Winkel. Das Vorhaben wurde 1909 aufgegeben.

## Modernisierungen
- 1888–1889: Ersatz der drei Kaponnieren durch einen doppelten Frontgrabenkoffer im ausspringenden Winkel der Konterescarpe (äußere Grabenböschung) und je einen Grabenkoffer an den Schulterpunkten der Facen. Bau einer betonierten Kaserne für 240 Mann.
- 1906–1909: Installation von zwei gepanzerten Beobachtungsständen (Observatoire cuirassé) und von zwei Geschützpanzertürmen 75 R 05, die am 15. April 1808 und am 25. Mai 1909 feuerbereit waren.
- 1908–1909: Installation von zwei gepanzerten Maschinengewehrtürmen, die am 22. Februar 1909 feuerbereit waren.
- 1913–1914: Anschluss an das Stromnetz und Installation einer elektrischen Beleuchtung.

## Bewaffnung

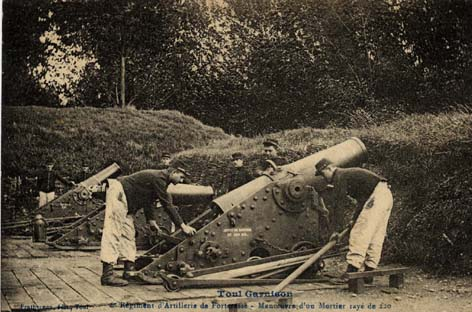
„mortier de 220 modèle 1881“

### 1886
- Auf den Wällen

11 Geschütze Canon de 155 mm L modèle 1877
10 Geschütze Canon de 120 mm L modèle 1878
2 Mörser „Mortier de 22 modèle 1823“ (220 mm)
1 Mörser „Mortier de 220 modèle 1881“ (220 mm)
- Grabenwehr

6 Canon revolver de 40 mm modèle 1879
2 Kasemattgeschütze Canon 12 de culasse modèle 1884
6 Canon Reffye de 85 mm

### 1903
- Auf den Wällen

4 Geschütze „Canon de 120 long modèle 1878“ (120 mm)
12 Feldgeschütze Canon de 90 mm modèle 1877
2 Mörser „Mortier de 22 modèle 1823“ (220 mm)
- Grabenwehr

6 Canon revolver de 40 mm modèle 1879
6 Kasemattgeschütze „Canon 12 de culasse modèle 1884“

### 1906

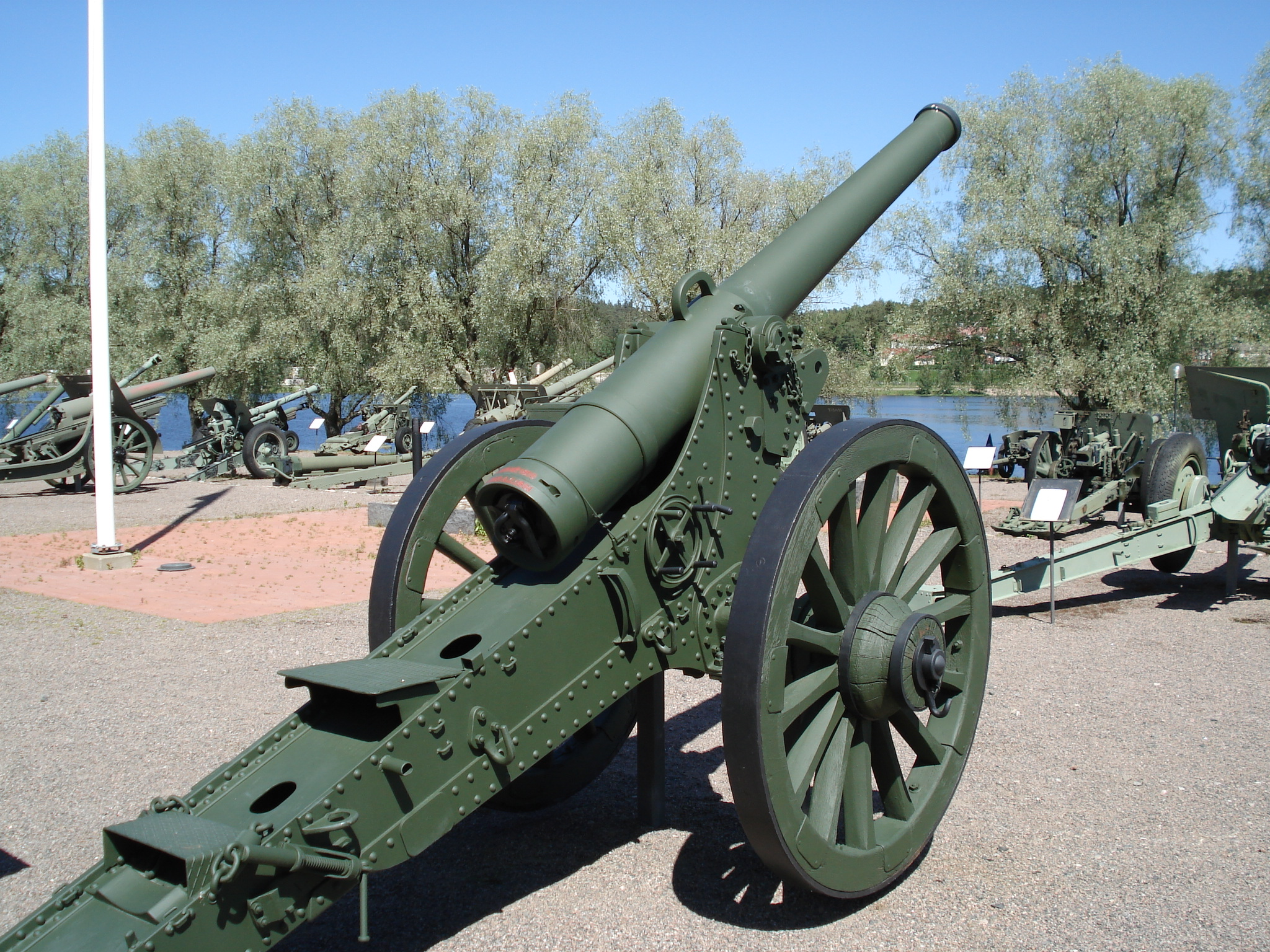
„Canon de 120 long modèle 1878“

- Auf den Wällen

6 Geschütze „Canon de 120 long modèle 1878“
10 „Canon de 90 mm modèle 1877“
2 Mörser „Mortier de 22 modèle 1823“ (220 mm)
- Grabenwehr

4 Canon revolver de 40 mm modèle 1879
2 Kasemattgeschütze „Canon 12 de culasse modèle 1884“

### 1907
- Auf den Wällen

8 Feldgeschütze Canon de 90 mm modèle 1877
2 Mörser „Mortier de 270 modèle 1889“ (270 mm)
- Grabenwehr

6 Revolverkanonen „Canon revolver de 40 mm modèle 1879 système Hotchkiss“
2 Kasemattgeschütze „Canon 12 de culasse modèle 1884“

### 1912
- Auf den Wällen:

4 Geschütze Canon de 120 long modèle 1878
12 Feldgeschütze Canon de 90 mm modèle 1877
4 Mörser „Mortier de 220 Modèle 1889“
- Unter Panzerschutz:

2 versenkbare und drehbare Panzertürme mit je zwei Kanonen 75 R 05
2 Gepanzerte Maschinengewehrtürme modèle 1899
2 fixe Beobachtungspanzerkuppeln
- Grabenwehr:

6 Canon revolver de 40 mm modèle 1879
2 Kasemattgeschütze „Canon 12 de culasse modèle 1884“

### 1914
- Auf den Wällen:

4 Geschütze „Canon de 120 long modèle 1878“
12 Feldgeschütze „Canon de 90 mm modèle 1877“
4 Mörser „Mortier de 220 modèle 1889“ (220 mm)
2 ungepanzerte Maschinengewehrstände hinter Brustwehr mit Hotchkiss M1909
- Unter Panzerschutz:

2 versenkbare und drehbare Panzertürme (Tourelle de 75 mm R modèle 1905) mit je zwei Kanonen 75 mm
2 versenkbare und drehbare Panzertürme mit je einem Maschinengewehr
2 fixe Beobachtungspanzerkuppeln (Observatoire cuirassé)
- Grabenwehr:

6 Canon revolver de 40 mm modèle 1879
2 Kasemattgeschütze „Canon 12 de culasse modèle 1884“
Im Jahre 1914 waren die Arbeiten zum Bau von zwei Geschützpanzertürmen des Typs Tourelle Galopin de 155 mm R modèle 1907 bereits aufgenommen, wurden jedoch wegen des Kriegsausbruchs nicht weitergeführt. Es wurden lediglich während des Krieges unterirdische Räume in Betonbauweise angelegt.

## Besonderheit
Im Jahre 2012 wurden in einem Keller des Forts 3000 Artilleriegranaten mit Senfgas aus dem Ersten Weltkrieg entdeckt, die aufwendig entsorgt werden mussten.